# گیرو قول
گیرو قول (به لاتین: Giru Qowl) یک منطقهٔ مسکونی در افغانستان است که در ولایت بامیان واقع شده‌است.